# Лужки (Осмолодське лісництво, квартал 9, виділ 25)
Лужки́ — заповідне урочище в Україні. Розташоване на території Калуського району Івано-Франківської області, на захід від села Осмолода. 
Площа 5 га. Статус отриманий у 1988 році. Перебуває у віданні ДП «Осмолодський лісгосп» (Осмолодське лісництво, квартал 9, виділ 25). 
Високопродуктивне насадження смереки за участю бука, ялиць та явора віком понад 100 років. Схил південно-східний, 20 градусів. 
Структура лісу: 5См1Ял4Бк1Яв, середній діаметр стовбурів 30 см, запас 480 куб.м/га.